# Ludwig Piffl
Ludwig Piffl (* 25. August 1900 in Klosterneuburg; † 1975) war ein österreichischer Lehrer und Quartärforscher.

## Leben
Nach Absolvierung der Ausbildung zum Volksschullehrer unterrichtete Piffl an verschiedenen Schulen im Bezirk Tulln. Von 1947 bis zu seiner Pensionierung 1965 war er Lehrer und später Schulleiter in Neustift im Felde.
Bereits in jungen Jahren zeigte er starkes Interesse an der Heimat und arbeitete schon 1930 an der heimatkundlichen Zeitschrift Tullner Gau federführend mit und in der Folge am Tulln-Führer, den Tullner Heimatkalendern und an der Landkarte des Bezirks Tulln. Internationalen Ruf erlangte er aber als bedeutender österreichischer Eiszeitforscher.
1957 wurde Ludwig Piffl zum Oberschulrat ernannt, 1964 wurde er Ehrenbürger von Neustift, 1965 verlieh ihm Kardinal Franz König das Ehrenzeichen des heiligen Erzmärtyrers Stephanus 2. Klasse. Im selben Jahr erhielt er auch das Goldene Ehrenzeichen für Verdienste um das Land Niederösterreich. 1971 verlieh ihm Bundespräsident Franz Jonas den Titel eines Professors.
Nach Ludwig Piffl wurde der Ludwig-Piffl-Platz in Neustift benannt. Dort befindet sich in einem Schaukasten ein Stück aus einer versteinerten Föhre aus einer Schottergrube neben dem Haleberg, die Piffl mit der C-14-Methode datieren ließ. 1970 wurde ein Gedenkstein für Ludwig Piffl errichtet. Er wurde nach dem Abriss der Schule an seine heutige Stelle auf dem Ludwig-Piffl-Platz versetzt.

## Werke (Auswahl)
- Eine altpleistozäne Schotterflur um Langenlois, in: Verhandlungen der Geologischen Bundesanstalt 1959, S. 132 ff.
- Ludwig Piffl et al.: Tullnführer. Ein Fahrten- und Wanderbuch durch Tulln, das Tullner Becken und seine Randgebiete, 1962
- Ludwig Piffl, Der Wagram des Tullner Beckens, 1964
- Ludwig Piffl, Das Tullner Feld. Ein Beitrag zur Morphogenese der Donaulandschaft, in: Heidelberger geographische Arbeiten 40, 1974, S. 77 ff.